# شيلي راي
شيلي راي (بالإنجليزية: Shelley Rae)‏ هي لاعبة اتحاد الرغبي بريطانية، ولدت في 1 يونيو 1976 في كامبريدج في المملكة المتحدة.